# Bim Bum Bam
Bim Bum Bam è stato un programma televisivo italiano di genere contenitore e destinato ai bambini e ai ragazzi, trasmesso dal 1981 al 2002 in fascia pomeridiana.
Inizialmente trasmesso sull'emittente televisiva del gruppo Rusconi, Antenna Nord, il programma divenne dal 3 gennaio 1982 parte del palinsesto di Italia 1, nuova emittente di Rusconi poi acquisita dalla Fininvest di Silvio Berlusconi nel 1983. Il programma restò nel palinsesto della rete fino al 1991, quando passò su Canale 5; ritornò su Italia 1 dal 1997 fino al termine nel 2002. La trasmissione fu sempre posizionata nella fascia tra le 16:00 e le 18:00, con piccole variazioni nel corso degli anni, mentre nei mesi estivi andava in onda in forma ridotta con repliche di varie serie animate senza interventi in studio.
La trasmissione, nella sua conformazione più popolare, era contraddistinta da alcuni sketch dei conduttori che venivano trasmessi tra un cartone animato e l'altro; il contenitore lanciò soprattutto cartoni animati di produzione sia statunitense che europea (tra i quali: I Puffi, Snorky, Scuola di polizia, The Real Ghostbusters, Tazmania, L'ispettore Gadget, Tartarughe Ninja, Batman, Conte Dacula, The Mask, La fabbrica dei mostri, Chi la fa l'aspetti, Ti voglio bene Denver, Alvin rock 'n' roll, Jem e Siamo fatti così) oltre che anime giapponesi (come Kiss Me Licia, L'incantevole Creamy, Mila e Shiro, Il Tulipano Nero, Occhi di gatto, Holly e Benji, È quasi magia Johnny, Piccoli problemi di cuore e Sailor Moon).

## Storia

### La nascita e il periodo Rusconi (1981-1982)
La prima edizione del programma venne trasmessa dal 4 ottobre 1981 fino a dicembre dello stesso anno su Antenna Nord, emittente milanese che irradiava le sue trasmissioni in buona parte del nord Italia, e altre emittenti locali di proprietà del gruppo Rusconi.
Con la nascita di Italia 1, il 3 gennaio 1982, la trasmissione andò in onda alle ore 16:30 come semplice contenitore di cartoni animati e anime senza alcun intermezzo. Il 13 settembre 1982, l'inizio della trasmissione fu anticipato alle ore 16:00 e vennero inseriti, fra un cartone e l'altro, alcuni intermezzi condotti da Sandro Fedele, Marina Morra e Paolo Bonolis, tutti e tre provenienti da 3, 2, 1... contatto!, trasmissione per ragazzi della Rai andata in onda con successo negli anni precedenti; nelle loro apparizioni, i tre conduttori indossavano delle tute grigie con piccole scritte colorate sul petto. Italia 1 all'epoca era un circuito televisivo che, per la propria trasmissione, si appoggiava a varie emittenti locali: in alcune regioni, le emittenti affiliate decisero di sostituire o affiancare gli intermezzi realizzati dagli studi di Milano, condotti dai tre presentatori sopracitati, con altri di produzione locale. Ad esempio, sull'emittente Quinta Rete del Lazio alcuni intermezzi erano condotti da una giovanissima Marta Flavi, mentre su Telecapri in Campania vedevano invece protagonisti Teresa Iaccarino e il pupazzo Uffi (già conduttori degli altri programmi per ragazzi prodotti dalla TBS, Cinque punto zero e Il club di Uffi).

### Il passaggio alla Fininvest nel 1983

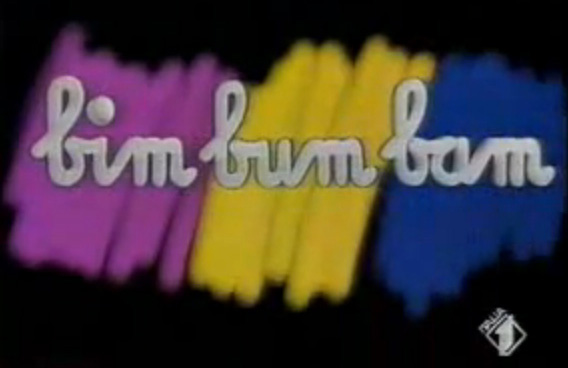
Il logo del programma.

In seguito al passaggio di Italia 1 dal gruppo Rusconi alla Fininvest, Alessandra Valeri Manera, responsabile della programmazione per ragazzi delle reti Fininvest, fu nominata autrice e produttrice esecutiva del programma; e a partire dall'inizio della successiva stagione il 12 settembre 1983, Bim Bum Bam (perennemente trasmesso presso gli studi di Palazzo dei Cigni di Milano 2 di Segrate) fu soggetto a drastici cambiamenti. Sandro Fedele e Marina Morra furono sostituiti da Licia Colò e Uan, un pupazzo creato e animato dal Gruppo 80 e doppiato da Giancarlo Muratori, cane antropomorfo che venne rappresentato come un bambino pestifero e dispettoso (per esempio, era suo solito chiamare il conduttore Paolo Bonolis col nomignolo "Pìolo"), che divenne subito molto popolare tra il pubblico infantile; il pupazzo, nei primi tempi, promuoveva anche diversi prodotti all'interno della trasmissione. Giancarlo Muratori, con la sua voce fuori campo, dava vita inoltre ad altri due personaggi: La Signora Regia e il cattivissimo produttore Signor Brandolin che terrorizzava i conduttori, in particolar modo Bonolis.
Alla fine della stagione 1984–1985 Licia Colò lasciò la trasmissione per andare a condurre nell'autunno seguente il contenitore Buona Domenica, venendo sostituita a partire dalla stagione seguente (9 settembre 1985-28 giugno 1986) da Manuela Blanchard.
Le edizioni condotte dalla coppia Bonolis-Blanchard insieme a Uan ebbero un notevole successo di pubblico, grazie ai dialoghi surreali tra i tre protagonisti, a sketch comici come quelli dedicati alla finta telepromozione della "caciotta Fetecchia", a parodie ricorrenti di altre trasmissioni come "Uanathan - Dimensione avventura" (ispirato a Jonathan - Dimensione avventura) e all'angolo della posta, filo diretto con i giovanissimi spettatori che inviavano lettere e disegni. Nel 1986 il programma ricevette il primo Telegatto come Miglior programma per ragazzi, premio che vinse altre tre volte.
A partire dalla stagione 1985-1986 il programma, oltre al tradizionale appuntamento quotidiano del pomeriggio (dal lunedì al sabato alle 16:00), ottenne anche un'ulteriore edizione in onda la domenica mattina. Nel 1987 la rete provò a sperimentare un nuovo orario, facendo iniziare la trasmissione con mezz'ora d'anticipo, alle 15.30, proponendo un cartone in più. L'esperimento, però, non durò a lungo e presto Bim Bum Bam tornò al tradizionale orario delle 16:00.
Nella stagione 1989-1990 ad affiancare Paolo Bonolis e Manuela Blanchard alla conduzione arrivarono anche Debora Magnaghi (già conduttrice di un altro programma per ragazzi della Fininvest, Ciao Ciao), Carlo Sacchetti e Carlotta Pisoni Brambilla. Inoltre nella stessa stagione, Uan venne affiancato da un altro pupazzo di gommapiuma: Ambrogio (sempre animato dal Gruppo 80 e doppiato da Daniele Demma), dalle fattezze di un animale indefinito (somigliante a un leoncino), che però non ottenne mai la stessa popolarità di Uan.

### Gli anni 1990

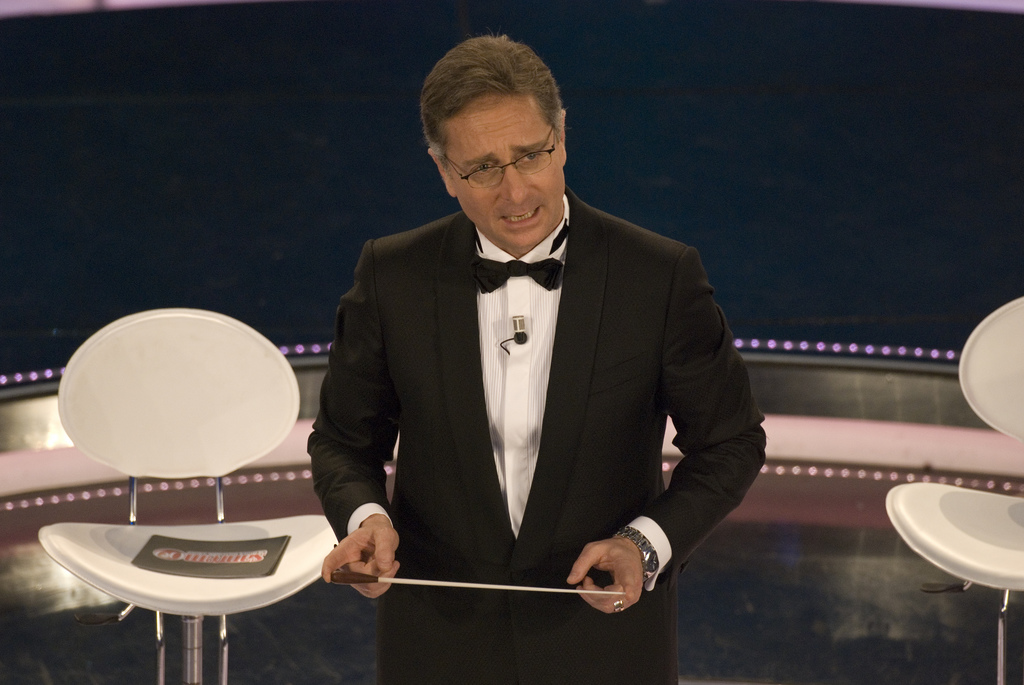
Paolo Bonolis, tra i primi conduttori del programma, lo abbandonò nel 1990 per proseguire poi con successo la sua carriera di conduttore.

Nella stagione 1990-1991, Paolo Bonolis abbandonò il programma per dedicarsi ad altre trasmissioni, e al suo posto arrivarono Marco Bellavia, Roberto Ceriotti e il piccolo Alessandro Gobbi; tutto questo nuovo gruppo venne definito in seguito La gang di Bim bum bam.
In quella stessa stagione (24 settembre 1990-29 giugno 1991) fu stipulato un accordo con la casa produttrice di giochi da tavolo MB, che durò fino al 1996 e che prevedeva per lo sponsor uno spazio autonomo all'interno della trasmissione attraverso delle gare tra due o più squadre di bambini, che si disputavano sulla base delle regole dei giochi in scatola prodotti dall'azienda americana (Spago Spaghetti, Indovina Chi?, Forza quattro, Hotel, Frega la strega e molti altri) e che avevano come scenografie degli ingigantimenti degli stessi giochi, ribattezzati per l'occasione Indovinate chi è (chiamato come l'omonimo brano interpretato dal Coro dei Piccoli Cantori di Milano che fungeva da sigla), La spaghettata, Super Forza 4 e così via (questo metodo fu usato anche dalla trasmissione Ciao Ciao, e ci fu un accordo simile anche per i giochi prodotti dalla Mattel e quelli della Clementoni). Tali spazi andavano in onda soprattutto nei periodi pre-natalizi per invogliare i bambini a chiedere i giochi da tavolo reclamizzati come regalo di Natale, e le versioni in scatola dei giochi proposti di volta in volta dal programma ebbero tutte ottime vendite.
Inoltre, a partire dal 7 gennaio 1991, il programma abbandonò Italia 1, per decisione dei dirigenti Fininvest di dedicare la fascia pomeridiana della rete giovanile al pubblico degli adolescenti, e si trasferì sull'ammiraglia Canale 5, sempre nella stessa fascia oraria (dalle 16:00 alle 18:00); l'appuntamento della domenica mattina rimase su Italia 1.
Inoltre, sempre nei primi anni novanta, iniziarono a essere trasmessi, tra un cartone e l'altro, anche dei mini sceneggiati che molte volte erano delle parodie di famose serie televisive (Batman, L'incredibile Hulk, Perry Mason) oppure erano ambientati in altre epoche storiche (sempre però aventi un carattere comico) come ad esempio Ilse, la regina dimenticata, La storia dell'antica Roma o La storia dell'antica Grecia; tali mini-sceneggiati erano composti da 25-30 puntate e ogni singolo episodio durava 5-10 minuti. Tali mini-sceneggiati erano interpretati, a turno, dai conduttori del programma, affiancati molte volte anche dai conduttori degli altri programmi per ragazzi delle reti Fininvest di quel periodo (Ciao Ciao, Ciao Ciao Mattina) e da vari doppiatori milanesi (come Giovanni Battezzato e Pietro Ubaldi) delle cooperative che curavano le edizioni italiane dei cartoni animati e anime trasmessi all'interno del programma.
In questo periodo iniziò il graduale abbandono della conduzione anche da parte della conduttrice Manuela Blanchard, sempre meno presente nelle puntate quotidiane (come realizzatrice di brevi documentari sui parchi naturali e sui monumenti italiani, ad esempio castelli, regge e palazzi) ma conduttrice per alcune stagioni dell'edizione della domenica mattina, in onda su Italia 1. Nello stesso periodo (13 settembre 1993-1º ottobre 1994), la trasmissione fu sostituita per un anno (ma solo al sabato) dal contenitore A tutto Disney, condotto da Irene Ferri affiancata da Riccardo Rossi e in seguito da Riccardo Salerno, con la trasmissione dei cartoni animati Ecco Pippo!, Bonkers - Gatto combinaguai, La sirenetta - Le nuove avventure marine di Ariel e i classici Disney.
Dal 1994, per motivi non chiariti ufficialmente, Giancarlo Muratori fu sostituito come voce di Uan (il doppiatore morirà poi il 15 gennaio 1996 a causa di un tumore): da allora il doppiaggio del pupazzo è stato affidato a Pietro Ubaldi. Sempre in quella stagione si registrò anche la defezione di Alessandro Gobbi, allora tredicenne.
Il 31 marzo 1997 l'edizione quotidiana del pomeriggio del programma tornò su Italia 1, lasciando spazio su Canale 5 a trasmissioni capaci di catturare un pubblico più adulto. Dopo anni di successi, la trasmissione, a partire dalla stagione 1998-1999, a causa dei sempre più crescenti tagli al suo budget, iniziò a essere progressivamente svuotata di tutti i suoi intermezzi interni; in questa stagione tali intermezzi avevano un unico filo narrativo in cui Marco Bellavia, assieme a Uan e Ambrogio, era il conduttore di uno stralunato telegiornale fatto in casa che però aveva sempre molti problemi: dalla vicina di casa che disturbava sempre Bellavia nei momenti meno opportuni (Debora Magnaghi), agli inviati che si recavano sempre in luoghi sbagliati, confondendo la località con un'altra dal nome simile (Carlo Sacchetti e Roberto Ceriotti), improbabili opinionisti (Carlotta Pisoni Brambilla) e altri ancora: in questa stagione entrò nel cast anche Giulia Franzoso (che conduceva contemporaneamente anche Ciao Ciao) nel ruolo di una giornalista economica alquanto inesperta. Tale formula venne ripresa anche nella successiva stagione 1999-2000, ma gli intermezzi vennero progressivamente e ulteriormente ridotti.

### Gli anni 2000 e la fine
Il 17 gennaio 2000, infine, gli intermezzi furono cancellati del tutto e Bim bum bam tornò a essere, come all'inizio, un semplice contenitore di serie animate senza più spazi interni, a parte alcune televendite destinate ai bambini e ragazzi; unico segno distintivo rimasto era la scritta in rosa "Bim bum bam", che appariva a sinistra dello schermo televisivo durante la messa in onda dei cartoni animati e anime (mentre fino al 1993 la scritta era in bianco e dal 1993 al 1997 era in verde). Da ottobre 2001 il nome Bim bum bam inizia a essere utilizzato anche per i cartoni della mattina per tutta la settimana, segnando così la chiusura dell'altrettanto svuotato programma Ciao Ciao Mattina. Le poche televendite autoprodotte con gli ex conduttori di Bim bum bam vanno in onda con il titolo Friends For Fun. Nell'autunno del 2002, infine, Italia 1 lascia lo spazio pomeridiano dedicato ai cartoni animati senza alcun nome particolare, concludendo dunque definitivamente Bim bum bam; analoga sorte tocca in contemporanea alla fascia dell'ora di pranzo che fu di Ciao Ciao (che già dal marzo 2001 si chiamava Teen Toon Town).
Dal 2001 i cartoni animati e anime in onda su Italia 1 cominciano a essere intervallati da un intermezzo in cui la voce di Mauro Casciari annunciava il titolo e una breve descrizione della serie animata trasmessa subito dopo, accompagnata in sottofondo dalla versione strumentale del brano Evviva Bim Bum Bam (che era stata l'ultima sigla di Bim bum bam) per gli annunci del pomeriggio e della mattina e dalla versione strumentale del brano Teen Toon Town (ex sigla dell'omonimo programma) per quelli dell'ora di pranzo. Dal 2005 tale annuncio venne sostituito dagli sketch del mimo Mr. Lui, sostituiti a loro volta nel 2008 dai bumper di 6 come 6. Infine, dal 2011 al 2014 a introdurre le serie animate andavano in onda alcuni bumper e spot che pubblicizzavano il nuovo canale Italia 2 (lo stesso era accaduto anche otto anni prima per il lancio di Boing).
La fascia pomeridiana che fu di Bim bum bam su Italia 1 continuerà a essere occupata da cartoni animati e altri programmi per ragazzi fino all'estate del 2012, per poi essere sostituita da sitcom e serie TV. In seguito Italia 2 comincerà a trasmettere stabilmente serie animate prevalentemente in replica in una fascia oraria simile.

## Spin-off
Dal successo della trasmissione nacquero alcuni spin off a essa legati. Dal settembre 1982 al giugno 1984 andò in onda su Italia 1 la striscia Bim bum bam - Ritorno da scuola, trasmessa da lunedì a sabato dalle 13:00 alle 14:00, che proponeva due cartoni senza intermezzi ed era una sorta di "anteprima" dell'edizione principale del pomeriggio. Dal settembre 1984 la stessa fascia oraria fu presidiata da Ciao Ciao in onda su Rete 4, dopo l'acquisto della rete da parte del gruppo Fininvest.
Un altro spin off fu il programma I Cartonissimi, trasmesso a giugno 1985 alle 20:00 su Italia 1 e condotto da Paolo Bonolis e Uan. In generale, dal 1º marzo 1982 al 3 agosto 1991 Italia 1 utilizzò molto frequentemente la fascia dalle 20:00 alle 20:30 per trasmettere un episodio al giorno di serie animate (o telefilm e programmi per ragazzi) quasi sempre in prima TV; talvolta venivano proposte anche repliche di cartoni ritenuti di particolare richiamo per il pubblico. Le serie lanciate in questa fascia (che non era indicata con un nome preciso sui palinsesti) venivano poi replicate su Bim bum bam e Ciao Ciao.
Dalla stagione 1985-1986, Bim bum bam ebbe anche un'edizione della domenica mattina, condotta inizialmente da Bonolis, Blanchard e Uan e in seguito soltanto dalla Blanchard fino al 1996, trasmessa su Italia 1 (anche quando la versione pomeridiana del programma si trasferì su Canale 5). Questa trasmissione "completava" la fascia mattutina per ragazzi, che dal lunedì al sabato era offerta all'interno dei programmi Caffelatte (dal 1987 al 1990) e Ciao Ciao Mattina (dal 1990), entrambi in onda su Italia 1.
L'11 dicembre 2016 Mediaset Extra dedica una lunga maratona televisiva al programma intitolata Bim bum bam Generation - Gli anni 80, contenente alcune puntate appositamente montate delle edizioni comprese tra il 1985 e il 1989, tre puntate del telefilm Il meglio di Licia e i Bee Hive (antologia dei telefilm di Cristina D'Avena dedicati alla saga di Kiss Me Licia), alcuni cartoni animati e anime degli anni ottanta e il film adolescenziale Sposerò Simon Le Bon. Vengono prodotte inoltre delle inedite interviste ai diversi conduttori del format, che ricordano il successo del programma e raccontano aneddoti sulle puntate, mentre il pupazzo Uan (doppiato da Pietro Ubaldi) introduce le varie parti dello speciale. L'iniziativa ottiene un notevole successo e suscita l'interesse della critica televisiva e dei nuovi social media. La maratona viene rinnovata per altri due appuntamenti, contenente vecchi filmati, alcuni telefilm, cartoni animati e anime degli anni ottanta e novanta, il 21 e 28 maggio 2017.

## Contenuti

### Le parodie
- Uanathan, parodia di Jonathan - Dimensione avventura, condotta da Paolo Bonolis nella parte di Ambrogio Fogar, mentre Uan era l'inviato nei paesi da visitare, che regolarmente fraintendeva (come quando mandato a fare un documentario sull'orso kodiak portò invece un documentario sul tenente Kojak).
- Una prolungata parodia di Rocky, nella quale Uan dopo avere a lungo tormentato Bonolis con dure sedute di allenamento, lo conduceva alla vittoria in un incontro di pugilato contro un colossale energumeno grazie a un provvidenziale colpo segreto.
- L'apertura della stagione 1986–1987, che vedeva Bonolis prigioniero della pensione dove aveva trascorso le vacanze estive insieme a Uan e Manuela. Scomparsi questi due senza avere saldato il conto, il presentatore era intrappolato in cucina e costretto a lavare immense pile di piatti per compensare l'albergo del dovuto.
- A più riprese Uan veniva colto da una insana frenesia (sbattitìte), che lo portava a montare a neve incredibili quantità di albume d'uovo letteralmente sommergendo interi set della trasmissione, effetto che veniva realizzato con un ingegnoso uso di modellini e schiuma da barba.
- Nella stagione 1987–1988, i tre conduttori interpretarono un lungo arco di intermezzi (durante il periodo delle vacanze natalizie) in qualità di naufraghi nei mari glaciali, venendo salvati da un peschereccio il cui burbero capitano tiranneggiava Bonolis fino a quando non scopriva la sua fede calcistica interista (che condivideva). Il burbero capitano era Pietro Ubaldi, storico doppiatore milanese.
- Uantastico, parodia del celebre varietà della Rai Fantastico.

### Minisceneggiati
- Teleuanela Manola Pontes: ispirata alle telenovelas sudamericane, con Manuela Blanchard, Paolo Bonolis e il pupazzo Uan (Giancarlo Muratori).
- Biribix: serie fantascientifica-comica con Carlo Sacchetti e Debora Magnaghi, in cui i protagonisti, entrando in un armadio, si trovano in una dimensione parallela chiamata Biribix, luogo d'origine di Ambrogio, governata da un dittatore (di cui si sente solo la voce) che Ambrogio chiama Cattivox, ma che in realtà si chiama Horribilis.
- Batroberto: ispirato a Batman, con Roberto Ceriotti, Carlotta Pisoni Brambilla, Giancarlo Muratori, Carlo Sacchetti, Alessandro Gobbi, Pietro Ubaldi e Claudio Moneta. La sigla di questo sceneggiato è scritta da Alessandra Valeri Manera e Vincenzo Draghi e interpretata dai pupazzi Ambrogio e Uan senza la partecipazione dei Piccoli Cantori di Milano.
- Perry Nason: ispirato a Perry Mason, con Roberto Ceriotti e Carlotta Pisoni Brambilla.
- Bobbik: ispirato a Diabolik, con Roberto Ceriotti e Debora Magnaghi.
- Karlenstein: ispirato a Frankenstein, con Carlo Sacchetti, Debora Magnaghi, Daniele Demma e nelle ultime puntate Roberto Ceriotti.
- Avventure nel Far West: con Carlo Sacchetti, Ambrogio e Debora Magnaghi.
- L'incredibile Debby: ispirata a L'incredibile Hulk con Debora Magnaghi, Pietro Ubaldi, Carlo Sacchetti e Roberto Ceriotti.
- Ilse, la regina dimenticata: con Debora Magnaghi, Davide Garbolino e Carlotta Pisoni Brambilla.
- Un giallo nel Blu: con Manuela Blanchard, Pietro Ubaldi, Debora Magnaghi, Davide Garbolino.
- Storia dell'antica Grecia: con Debora Magnaghi, Carlotta Pisoni Brambilla, Carlo Sacchetti e Roberto Ceriotti. Contenuto in La pazza Storia dell'Uomo.
- Storia dell'antica Roma: con Debora Magnaghi, Carlotta Pisoni Brambilla, Carlo Sacchetti e Roberto Ceriotti.
- L'hotel stregato: con Carlotta Pisoni Brambilla, Roberto Ceriotti, Giovanni Battezzato, Pietro Ubaldi ed il pupazzo Uan.
- Il villaggio dei corsari: con Carlotta Pisoni Brambilla, Roberto Ceriotti e Giovanni Battezzato.

## Sigle della trasmissione
Tra la fine degli anni ottanta e i primi anni novanta le sigle della trasmissione furono girate nel parco divertimenti di Gardaland. La RTI Music, il 10 febbraio 2012, ha lanciato un CD nominato proprio Bim Bum Bam compilation, contenenti le sigle del programma degli anni ottanta e novanta.
- 1981: Il cammello, cantata da Marinella.
- 1982:  varie sigle di chiusura tra cui Io e te, cantata da Patrizia Tapparelli, Mirror Mirror, cantata dai Dollar, Tip Tap Dancer, cantata da Tortuga, e una sigla strumentale d'apertura originale[19].
- 1983: Bim Bum Bam (Luciano Beretta, Albano Bertoni/Augusto Martelli), cantata dal Piccolo Coro dell'Antoniano.
- 1984: Paolo e Uan - Bim Bum Bam (Luciano Beretta, Albano Bertoni/Augusto Martelli), cantata da Paolo Bonolis e il pupazzo Uan con il Piccolo Coro dell'Antoniano.
- 1985: Che avventure a Bim Bum Bam con il nostro amico Uan (Alessandra Valeri Manera/Augusto Martelli), cantata da Paolo Bonolis, Manuela Blanchard e il pupazzo Uan con il Piccolo Coro dell'Antoniano.
- 1986: Tutti insieme noi guardiam Bim Bum Bam (Alessandra Valeri Manera/Augusto Martelli), cantata da Paolo Bonolis, Manuela Blanchard e il pupazzo Uan con i Piccoli Cantori di Milano.
- 1987: Dai vieni a Bim Bum Bam (Alessandra Valeri Manera/Augusto Martelli), cantata da Paolo Bonolis, Manuela Blanchard e il pupazzo Uan con i Piccoli Cantori di Milano.
- 1988: Bim Bum Bam siamo qui tutti e tre (Alessandra Valeri Manera/Enzo Draghi), cantata da Paolo Bonolis, Manuela Blanchard e il pupazzo Uan con i Piccoli Cantori di Milano.
- 1989: Viva Bim Bum Bam (Alessandra Valeri Manera/Enzo Draghi), cantata da Paolo Bonolis con Debora Magnaghi, Carlo Sacchetti, Carlotta Pisoni Brambilla e i pupazzi Uan e Ambrogio con i Piccoli Cantori di Milano.
- 1990: Bim Bum Bam... ma che magia!!! (Alessandra Valeri Manera/Enzo Draghi), cantata da Carlo Sacchetti con Manuela Blanchard, Debora Magnaghi, Roberto Ceriotti, Carlotta Pisoni Brambilla, e i pupazzi Uan e Ambrogio con i Piccoli Cantori di Milano.
- 1991: Quando è in onda Bim Bum Bam (Alessandra Valeri Manera/Enzo Draghi), cantata da Carlo Sacchetti con Manuela Blanchard, Debora Magnaghi, Roberto Ceriotti, Carlotta Pisoni Brambilla e i pupazzi Uan e Ambrogio con i Piccoli Cantori di Milano.
- 1992: Arriva Bim Bum Bam (Alessandra Valeri Manera/Enzo Draghi), cantata dai pupazzi Uan e Ambrogio con i Piccoli Cantori di Milano.
- 1997: Sta per cominciare Bim Bum Bam (Alessandra Valeri Manera/Silvio Amato), cantata dal coro dei Piccoli Cantori di Milano.
- 2001: Evviva Bim Bum Bam (Alessandra Valeri Manera/Max Longhi & Giorgio Vanni), cantata dal pupazzo Ambrogio con i Piccoli Cantori di Milano.

## Edizioni e conduttori
| Edizione | Rete televisiva | Periodo                               | Conduzione                         | Conduzione                         | Conduzione                         | Conduzione                         | Conduzione                         | Conduzione                         | Conduzione                         | Mascotte | Mascotte |
| -------- | --------------- | ------------------------------------- | ---------------------------------- | ---------------------------------- | ---------------------------------- | ---------------------------------- | ---------------------------------- | ---------------------------------- | ---------------------------------- | -------- | -------- |
| 1        | Antenna Nord    | 4 ottobre – 31 dicembre 1981          | Nessun conduttore                  | Nessun conduttore                  | Nessun conduttore                  | Nessun conduttore                  | Nessun conduttore                  | Nessun conduttore                  | Nessun conduttore                  | -        | -        |
| 1        | Italia 1        | 3 gennaio 1982 – 26 giugno 1982       | Paolo Bonolis                      | Paolo Bonolis                      | Paolo Bonolis                      | Sandro Fedele                      | Sandro Fedele                      | Marina Morra                       | Marina Morra                       | -        | -        |
| 2        | Italia 1        | 13 settembre 1982 – 18 giugno 1983    | Paolo Bonolis                      | Paolo Bonolis                      | Paolo Bonolis                      | Sandro Fedele                      | Sandro Fedele                      | Marina Morra                       | Marina Morra                       | -        | -        |
| 3        | Italia 1        | 12 settembre 1983 – 30 giugno 1984    | Paolo Bonolis                      | Paolo Bonolis                      | Paolo Bonolis                      | Licia Colò                         | Licia Colò                         | Licia Colò                         | Licia Colò                         | Uan      | Uan      |
| 4        | Italia 1        | 10 settembre 1984 – 29 giugno 1985    | Paolo Bonolis                      | Paolo Bonolis                      | Paolo Bonolis                      | Licia Colò                         | Licia Colò                         | Licia Colò                         | Licia Colò                         | Uan      | Uan      |
| 5        | Italia 1        | 9 settembre 1985 – 28 giugno 1986     | Paolo Bonolis                      | Paolo Bonolis                      | Paolo Bonolis                      | Manuela Blanchard                  | Manuela Blanchard                  | Manuela Blanchard                  | Manuela Blanchard                  | Uan      | Uan      |
| 6        | Italia 1        | 8 settembre 1986 – 27 giugno 1987     | Paolo Bonolis                      | Paolo Bonolis                      | Paolo Bonolis                      | Manuela Blanchard                  | Manuela Blanchard                  | Manuela Blanchard                  | Manuela Blanchard                  | Uan      | Uan      |
| 7        | Italia 1        | 14 settembre 1987 – 25 giugno 1988    | Paolo Bonolis                      | Paolo Bonolis                      | Paolo Bonolis                      | Manuela Blanchard                  | Manuela Blanchard                  | Manuela Blanchard                  | Manuela Blanchard                  | Uan      | Uan      |
| 8        | Italia 1        | 12 settembre 1988 – 24 giugno 1989    | Paolo Bonolis                      | Paolo Bonolis                      | Paolo Bonolis                      | Manuela Blanchard                  | Manuela Blanchard                  | Manuela Blanchard                  | Manuela Blanchard                  | Uan      | Uan      |
| 9        | Italia 1        | 18 settembre 1989 – 7 luglio 1990     | Paolo Bonolis                      | Paolo Bonolis                      | Paolo Bonolis                      | Manuela Blanchard                  | Carlo Sacchetti                    | Debora Magnaghi                    | Carlotta Brambilla Pisoni          | Uan      | Ambrogio |
| 10       | Italia 1        | 24 settembre 1990 – 5 gennaio 1991    | Roberto Ceriotti                   | Marco Bellavia                     | Alessandro Gobbi                   | Manuela Blanchard                  | Carlo Sacchetti                    | Debora Magnaghi                    | Carlotta Brambilla Pisoni          | Uan      | Ambrogio |
| 10       | Canale 5        | 7 gennaio 1991 – 29 giugno 1991       | Roberto Ceriotti                   | Marco Bellavia                     | Alessandro Gobbi                   | Manuela Blanchard                  | Carlo Sacchetti                    | Debora Magnaghi                    | Carlotta Brambilla Pisoni          | Uan      | Ambrogio |
| 11       | Canale 5        | 16 settembre 1991 – 27 giugno 1992    | Roberto Ceriotti                   | Marco Bellavia                     | Alessandro Gobbi                   | Manuela Blanchard                  | Carlo Sacchetti                    | Debora Magnaghi                    | Carlotta Brambilla Pisoni          | Uan      | Ambrogio |
| 12       | Canale 5        | 31 agosto 1992 – 11 settembre 1993    | Roberto Ceriotti                   | Marco Bellavia                     | Alessandro Gobbi                   | Manuela Blanchard                  | Carlo Sacchetti                    | Debora Magnaghi                    | Carlotta Brambilla Pisoni          | Uan      | Ambrogio |
| 13       | Canale 5        | 13 settembre 1993 – 1º ottobre 1994   | Roberto Ceriotti                   | Marco Bellavia                     | Alessandro Gobbi                   | Manuela Blanchard                  | Carlo Sacchetti                    | Debora Magnaghi                    | Carlotta Brambilla Pisoni          | Uan      | Ambrogio |
| 14       | Canale 5        | 3 ottobre 1994 – 9 settembre 1995     | Roberto Ceriotti                   | Marco Bellavia                     | Alessandro Gobbi                   | Manuela Blanchard                  | Carlo Sacchetti                    | Debora Magnaghi                    | Carlotta Brambilla Pisoni          | Uan      | Ambrogio |
| 15       | Canale 5        | 11 settembre 1995 – 7 settembre 1996  | Roberto Ceriotti                   | Marco Bellavia                     | Alessandro Gobbi                   | Manuela Blanchard                  | Carlo Sacchetti                    | Debora Magnaghi                    | Carlotta Brambilla Pisoni          | Uan      | Ambrogio |
| 16       | Canale 5        | 9 settembre 1996 – 29 marzo 1997      | Roberto Ceriotti                   | Marco Bellavia                     | -                                  | -                                  | Carlo Sacchetti                    | Debora Magnaghi                    | Carlotta Brambilla Pisoni          | Uan      | Ambrogio |
| 16       | Italia 1        | 31 marzo 1997 – 6 settembre 1997      | Roberto Ceriotti                   | Marco Bellavia                     | -                                  | -                                  | Carlo Sacchetti                    | Debora Magnaghi                    | Carlotta Brambilla Pisoni          | Uan      | Ambrogio |
| 17       | Italia 1        | 8 settembre 1997 – 12 settembre 1998  | Roberto Ceriotti                   | Marco Bellavia                     | -                                  | -                                  | Carlo Sacchetti                    | Debora Magnaghi                    | Carlotta Brambilla Pisoni          | Uan      | Ambrogio |
| 18       | Italia 1        | 14 settembre 1998 – 25 settembre 1999 | Roberto Ceriotti                   | Marco Bellavia                     | Giulia Franzoso                    | Giulia Franzoso                    | Carlo Sacchetti                    | Debora Magnaghi                    | Carlotta Brambilla Pisoni          | Uan      | Ambrogio |
| 19       | Italia 1        | 27 settembre 1999 – 15 gennaio 2000   | Roberto Ceriotti                   | Marco Bellavia                     | Giulia Franzoso                    | Giulia Franzoso                    | Carlo Sacchetti                    | Debora Magnaghi                    | Carlotta Brambilla Pisoni          | Uan      | Ambrogio |
| 19       | Italia 1        | 17 gennaio – 16 settembre 2000        | Nessun conduttore                  | Nessun conduttore                  | Nessun conduttore                  | Nessun conduttore                  | Nessun conduttore                  | Nessun conduttore                  | Nessun conduttore                  | -        | -        |
| 20       | Italia 1        | 18 settembre 2000 – 29 settembre 2001 | Nessun conduttore                  | Nessun conduttore                  | Nessun conduttore                  | Nessun conduttore                  | Nessun conduttore                  | Nessun conduttore                  | Nessun conduttore                  | -        | -        |
| 21       | Italia 1        | 1º ottobre 2001 – 6 luglio 2002       | Voce fuori campo di Mauro Casciari | Voce fuori campo di Mauro Casciari | Voce fuori campo di Mauro Casciari | Voce fuori campo di Mauro Casciari | Voce fuori campo di Mauro Casciari | Voce fuori campo di Mauro Casciari | Voce fuori campo di Mauro Casciari | -        | -        |

### Conduttori
A parte Paolo Bonolis e Licia Colò, nessun altro membro di quella che venne definita La gang di Bim bum bam ha proseguito con grande successo la carriera di conduttore televisivo. Marco Bellavia ha partecipato come assistente di Paola Perego alle edizioni 2001–2002 e 2002-2003 di Forum; sempre nel 2002 ha condotto il programma Robot Wars ed è stato uno degli inviati del programma Stranamore mentre nel 2022 è tornato alla ribalta partecipando al Grande Fratello VIP 7 ritirandosi però dopo alcune polemiche. Debora Magnaghi ha invece continuato la sua carriera di doppiatrice ed è apparsa in alcune telepromozioni in onda sulle reti Mediaset. Roberto Ceriotti e Carlotta Brambilla Pisoni sono stati protagonisti di varie televendite trasmesse nelle reti Mediaset e in altri canali tematici come QVC. Carlo Sacchetti, dopo aver preso parte ad alcune telepromozioni in onda su Canale 5, è diventato autore di vari programmi televisivi delle reti Mediaset tra i quali Striscia la notizia. Alessandro Gobbi, il bambino presente nelle edizioni dei primi anni novanta, è diventato attore e doppiatore per poi ritirarsi dal mondo dello spettacolo. Sandro Fedele è diventato direttore del doppiaggio e adattatore presso una delle più importanti società di doppiaggio italiane, la CVD, nonché responsabile per Mediaset delle edizioni italiane di diverse serie televisive statunitensi. Manuela Blanchard, che prima di arrivare a Bim bum bam era stata anche valletta del quiz Un milione al secondo e annunciatrice supplente di Italia 1 e Rete 4, è scomparsa dalle scene televisive per 22 anni, per poi farvi ritorno nel 2020 con un programma televisivo per bambini della rete DeA Junior (canale Sky) chiamato Tai Chi One, mentre Marina Morra (conduttrice della prima edizione del programma assieme a Paolo Bonolis e Sandro Fedele) ha proseguito come produttrice prima per Publitalia poi per la 20th Century Fox e infine per Medicinema.
Uan era presente nelle varie edizioni come spalla dei conduttori. Il nome è l'italianizzazione di One, "Uno" in lingua inglese, ed era animato dal Gruppo 80 con la voce di Giancarlo Muratori e in seguito, dopo la malattia e la scomparsa di Muratori, con la voce di Pietro Ubaldi. Successivamente venne affiancato dal 1989 da un altro pupazzo, Ambrogio, con la voce di Daniele Demma. Negli anni recenti ha spesso fatto sporadiche apparizioni in programmi Mediaset per celebrare gli anniversari di Bim bum bam e ha partecipato anche al programma Le Iene. Nel 2019 ha recitato in uno dei trailer per il lancio italiano della terza stagione della serie TV Stranger Things di Netflix.

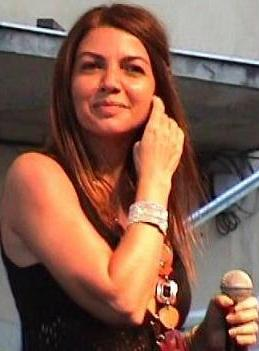
Cristina D'Avena partecipò a varie edizioni del programma come guest star per interpretare le sigle dei cartoni ma anche come conduttrice

Cristina D'Avena ha partecipato molto spesso al programma come guest star; nonostante non sia mai stata ufficialmente nel cast dei presentatori della trasmissione, è apparsa varie volte al loro fianco dal 1983 al 1999 circa, prendendo soventemente parte agli sketch insieme ai conduttori, leggendo le lettere che arrivavano in trasmissione e, in alcune occasioni speciali, come in concomitanza alle pubblicazioni dei suoi nuovi album, venivano allestiti interi blocchi del programma in cui la D'Avena si esibiva cantando le sue nuove sigle, specialmente nel periodo natalizio.

## Bim Bum Bam Video
Dal 1990 la Penta Video iniziò a distribuire una collana di VHS intitolata Bim Bum Bam Video, dedicata alla pubblicazione di serie animate, anime e film d'animazione precedentemente trasmessi all'interno della programmazione per ragazzi delle reti Fininvest (solitamente, proprio su Bim bum bam). Quasi nessuna serie fu pubblicata per intero: per ognuna vennero proposte alcune cassette (occasionalmente una sola) contenenti episodi scelti in versione integrale (di solito due o tre per nastro), oppure film di montaggio prodotti appositamente. Le uniche eccezioni si ebbero per le edizioni integrali di Lady Oscar nel 1992-1993 e delle prime stagioni dei Pokémon nel 2000-2001.
Dal 1996 i nastri della collana continuarono a essere realizzati e distribuiti dalla Medusa Video fino al 2001 circa. Negli anni successivi la Medusa Home Entertainment distribuì altre VHS di serie animate direttamente con il proprio logo, abolendo la denominazione "Bim Bum Bam Video" ma continuando la numerazione delle cassette dalla precedente collana: in particolare nel 2003 circa furono pubblicate integralmente la prima stagione di Le audaci inchieste di Miss Prudenza e la prima stagione di Hamtaro. Tuttavia, anche nel periodo di attività della Bim Bum Bam Video diverse serie animate trasmesse sui canali Mediaset furono pubblicate sotto licenza da editori esterni, tra cui De Agostini per quanto riguarda le edizioni da edicola. Inoltre la Medusa Video nella seconda metà degli anni '90 pubblicò serie e film d'animazione anche esternamente al marchio Bim Bum Bam Video: si segnala in particolare la collana "AnimAction" che offrì in VHS la serie Capitan Harlock in edizione integrale, episodi scelti di Action Man e diversi speciali televisivi di Lupin III.
Le VHS Bim Bum Bam Video iniziavano con una videosigla specifica, costituita da un montaggio di spezzoni di diverse serie animate accompagnato dal brano Bim Bum Bam... ma che magia!!!, ovvero la sigla del programma nella stagione 1990/91. Le cassette pubblicate erano inoltre inquadrate con l'etichetta Video 5: il corrispondente logo (identico a quello usato in quel periodo dall'emittente televisiva Canale 5 nella variante con la cornice e sormontato dalla scritta VIDEO 5) rimaneva in sovrimpressione in basso a destra per tutta la durata del nastro, e fino al 1997 era presente anche sul dorso delle copertine.

## Ascolti
Edizioni 1981-1989: secondo un'intervista a Paolo Bonolis rilasciata alla rivista TV Sorrisi e Canzoni, negli anni '80 il programma era visto da circa il 40% dei telespettatori italiani, in particolare nel periodo d'oro della conduzione Bonolis-Blanchard-Uan. Alcuni cartoni animati trasmessi dal contenitore in varie collocazioni orarie, nei suoi primi anni, ebbero ascolti considerevoli per l'epoca, come Belle e Sebastien, che nel 1982 veniva visto da circa 1.460.000 telespettatori, o Jeeg Robot, che si aggirava intorno al milione.
Edizione 1990–1991: il quotidiano La Stampa rilevò che la media della trasmissione nel febbraio 1991 era di 1.075.000 telespettatori e share del 13,69%.
Edizione 1991–1992: un articolo del quotidiano La Stampa del marzo 1992 rilevò che il momento più visto della trasmissione era il cartone animato I Puffi, con l'ascolto di 1.277.000 telespettatori e share intorno al 15%.
Edizione 1992–1993: un articolo de La Stampa pubblicò gli ascolti dei cartoni animati trasmessi all'interno della trasmissione, relativi al giorno di giovedì 4 marzo 1993: lo share nel totale individui era del 22%, e gli spettatori medi si aggiravano sui e oltre i 1.500.000. Nel dettaglio:
- James Bond jr.: 1.647.000 spettatori;
- Gemelli nel segno del destino: 22,81% share;
- I Puffi: 1.557.000 spettatori; 22,72% share.

Edizione 1996-1997 (Bim bum bam domenica): il segmento orario dalle 7:00 alle 9:00 di Italia 1 della mattina di domenica 11 maggio 1997, in cui era in onda la trasmissione, registrava un ascolto medio di 413.000 telespettatori con uno share del 14,92%.